# ملكة جمال الولايات المتحدة الأمريكية 1956
ملكة جمال الولايات المتحدة الأمريكية 1956 (بالإنجليزية: Miss USA 1956)‏ هي النسخة الخامسة من مسابقة ملكة جمال الولايات المتحدة الأمريكية منذ انطلاقتها عام 1952، عقدت المسابقة في 18 يوليو 1956 ، في قاعة لونغ بيتش البلدية، لونغ بيتش، كاليفورنيا. توجت بالمسابقة كارول موريس ملكة جمال أيوا الولايات المتحدة الأمريكية، من قبل ملكة جمال الولايات المتحدة الأمريكية السابقة كارلين كينج جونسون من ولاية فيرمونت.
وأصبحت كارول موريس أول متسابقة من ولاية أيوا تفوز بمسابقة ملكة جمال الولايات المتحدة الأمريكية.

## النتائج

### المراكز النهائية
| النتائج النهائية                                                | المتنافسة |
| --------------------------------------------------------------- | --- |
| ملكة جمال الولايات المتحدة الأمريكية 1956                       | - أيوا - كارول موريس |
| الوصيفة الأولى ملكة جمال العالم الولايات المتحدة الأمريكية 1956 | - كارولاينا الجنوبية - بيتي شيري |
| الوصيفة الثانية                                                 | - أركنساس - نانسي ماكولوم |
| الوصيفة الثالثة                                                 | - نبراسكا - شاري لويس |
| الوصيفة الرابعة                                                 | - تكساس - جو دوبسون |
| أفضل 15                                                         | - كولورادو - كارين كيلر - ماريلاند - شارلن هولت - ميشيغان - باربرا سياس - نيو جيرسي - دولوريس وينفيلد - كارولاينا الشمالية - شيرلي باجويل - أوهايو - إليانور وود - أوريغون - مارالين تورنر - تينيسي - ستيلا ويلسون - يوتا - شيريل براون - واشنطن - جون سفدين |

## المتسابقات
شاركت متسابقات الولايات في مسابقة ملكة جمال الولايات المتحدة الأمريكية 1956:
| - أريزونا - مايا بيرتولسون - أركنساس - نانسي ماكولوم - كاليفورنيا - شيرلي ويتي - كولورادو - كارين كيلر - كونيتيكت - دوروثي بيلي - ديلاوير - ساندرا مكابي - مقاطعة كولومبيا - جوان هولر - فلوريدا - كيم ماير - جورجيا - ماري روف - إلينوي - موريل بلير - إنديانا - بيفرلي ماتوكس - آيوا - كارول موريس - لويزيانا - سيسيل موريس - ماريلاند - شارلين هولت - ماساتشوستس - إيلين ميرفي - ميامي بيتش - بيفرلي روجرز - ميشيغان - باربرا سياس - مينيسوتا - مارلين جونسون - ميزوري - كارول ثروور - نبراسكا - شاري لويس - نيفادا - مارلي ساندرسون - نيوهامبشير - ريتا لوكلير | - نيو جيرسي - دولوريس وينفيلد - نيومكسيكو - جاكي براون - نيويورك - كاي دوغلاس - كارولاينا الشمالية - شيرلي باجويل - داكوتا الشمالية - ماري هارون - أوهايو - إليانور وود - أوريغون - مارالين تيرنر - بنسيلفانيا - سيرينا كيفر - فيلادلفيا - ميريام أونيمان - رود آيلاند - ساندرا فوزيلا - كارولاينا الجنوبية - بيتي شيري - سانت لويس - ديانا ستوبك - تينيسي - ستيلا ويلسون - تكساس - جو دوبسون - يوتا - شيريل براون - فيرمونت - دولوريس ويتاك - فرجينيا - أودرا ستارك - واشنطن - جون سفدين - فيرجينيا الغربية - جانيت كاردي - ويسكونسن - بريسيلا بيركنز - وايومنغ - مارلين سكوت |

## روابط خارجية
- موقع ملكة جمال الولايات المتحدة الأمريكية الرسمي